# DirectWrite
DirectWrite — интерфейс программирования приложений (API) компании Microsoft для форматирования текста на экране и рендеринга отдельных глифов. 
Он был разработан, чтобы заменить GDI/GDI+ и Uniscribe. 
Поддерживается в операционных системах Windows 7, Windows 8, Windows Server 2008 R2, а также доступно обновление для Windows Vista и Windows Server 2008 (SP2). Microsoft Office 2013 может использовать Direct2D/DirectWrite или GDI/Uniscribe.

## Особенности
- Реализация всех возможностей Unicode, с более чем 20 сценариями для отображения и компоновки каждого языка, поддерживаемого в Windows.
- Межпиксельная ClearType-отрисовка текста с двунаправленным сглаживанием.
- Предоставляет API для низкоуровневой отрисовки глифов тем, кто использует собственные разработки текстового отображения.